# Brza Palanka
Brza Palanka (cyr. Брза Паланка) – miasteczko w Serbii, w okręgu borskim, w gminie Kladovo. W 2011 roku liczyło 860 mieszkańców.